# Xylophanes schwartzi
Espèce
Xylophanes schwartzi est une espèce de lépidoptères de la famille des Sphingidae, de la sous-famille des Macroglossinae, tribu des Macroglossini, sous-tribu des Choerocampina, et du genre Xylophanes.

## Description
Imago
L' envergure varie de 80 à 85 mm pour les mâles et de 89 à 95 mm pour les femelles. L'aspect est semblable à Xylophanes rhodochlora mais s'en distingue par la face ventrale des ailes qui est rouge carmin. La marge interne des tegulae est bordée d'une ligne rose très étroite. La face inférieure des palpes, du thorax et de l'abdomen sont rose pâle. La face dorsale de l'aile antérieure est vert olive. Le point discal est visible, rond et noir. La première ligne postmedian est faiblement marquée, la quatrième est kaki et cour de la marge intérieure à l'apex. La base de l'aile antérieure comporte une touffe d'écailles noires au-delà de laquelle il existe une fine ligne rose qui longe la marge interne sur la moitié de sa longueur. Le dessous de l'aile antérieure est gris foncé ou noir jusqu'au bout de la cellule discale, le reste de l'aile est rouge carmin avec des écailles noires éparses. Le dessus de l'aile postérieure est similaire à Xylophanes nabuchodonosor, mais les taches de la bande médiane sont obscurcies par une poudre d'écailles vertes. Le dessous de l'aile postérieure est rouge carmin avec une saupoudrée dense d'écailles noires éparses.
Chenille
Les chenilles ressemblent à de petits serpents. La tête et les trois segments thoraciques peuvent être rétractés dans le segment abdominal, qui est gonflé et orné d'une paire de taches oculaires à cercles lumineux.

## Biologie
Les adultes volent toute l'année.
- Les chenilles se nourrissent probablement des espèces de Rubiaceae et de Malvaceae.

## Distribution et habitat
Distribution
L'espèce est endémique de l'Equateur.

## Systématique
L'espèce Xylophanes schwartzi a été décrite par l'entomologiste français Jean Haxaire en 1992. Elle est dédiée au mathématicien et entomologiste français Laurent Schwartz.